# Jennifer Cross
Jennifer Colleen Crombie Cross (Scarborough, 4 luglio 1992) è una pallavolista canadese, centrale del Rapid Bucarest.

## Carriera

### Club
La carriera di Jennifer Cross inizia nei tornei scolastici dell'Ontario, giocando per il Birchmount Park, prima di trasferirsi negli Stati Uniti d'America, dove entra a far parte della Michigan, partecipando alla NCAA Division I: durante la NCAA Division I 2012 si spinge fino alla semifinale nazionale, mai raggiunta prima di allora dal suo programma, raccogliendo anche alcuni riconoscimenti individuali.
Nella stagione 2014-15 firma il suo primo contratto professionistico in Svezia, difendendo i colori dell'Engelholms, club della Elitserien col quale si aggiudica lo scudetto. Nella stagione seguente approda in Germania al Dresdner, club di 1. Bundesliga, dove rimane per un biennio vincendo la Coppa di Germania 2015-16 e lo scudetto 2015-16.
Nell'annata 2017-18 è impegnata nella Nemzeti Bajnokság I ungherese con l'Újpest, mentre in quella seguente si trasferisce in Bulgaria, dove disputa la Superliga con il Marica di Plovdiv, con cui conquista due campionati e una Coppa nazionale. Nella stagione 2020-21 si accasa in Turchia, partecipando alla Sultanlar Ligi con lo Yeşilyurt, vincendo la Challenge Cup.
Per il campionato 2021-22 veste la maglia del Panathīnaïkos, nella Volley League greca, chiudendo la stagione con la conquista del double Coppa di Grecia-scudetto; nella stagione seguente è invece di scena in Romania, dove disputa la Divizia A1 con il Rapid Bucarest.

### Nazionale
Nel 2012 riceve le prime convocazioni nella nazionale canadese, debuttando in occasione della Coppa panamericana. In seguito si aggiudica il bronzo alla Coppa panamericana 2018, l'oro alla Volleyball Challenger Cup 2019 e il bronzo alla NORCECA Champions Cup 2019, dove viene premiata come miglior centrale, e al campionato nordamericano 2019, quest'ultimo bissato nel 2021, quando viene insignita di un altro premio come miglior centrale.

## Palmarès

### Club
- Campionato svedese: 1

2014-15
- Campionato tedesco: 1

2015-16
- Campionato bulgaro: 2

2018-19, 2019-20
- Campionato greco: 1

2021-22
- Coppa di Germania: 1

2015-16
- Coppa di Bulgaria: 1

2018-19
- Coppa di Grecia: 1

2021-22
- Challenge Cup: 1

2020-21

### Nazionale (competizioni minori)
- Coppa panamericana 2018
- Volleyball Challenger Cup 2019
- NORCECA Champions Cup 2019

### Premi individuali
- 2012 - All-America Third Team
- 2012 - NCAA Division I: Berkeley Regional All-Tournament Team
- 2018 - Qualificazioni alla Volleyball Challenger Cup: Miglior centrale
- 2019 - NORCECA Champions Cup: Miglior centrale
- 2021 - Campionato nordamericano: Miglior centrale